# Кристијан Куева
Кристијан Алберто Куева Браво (шп. Christian Alberto Cueva Bravo; 23. новембар 1991) перуански је фудбалер.

## Спортска каријера

### Клуб
Куева је провео своју рану фудбалску каријеру у родном Перуу, играјући за Универсидад Сан Мартин и Универсидад Сесар Ваљехо. У јануару 2013. био је близу потписивања уговора са бразилским клубом Понте Прета, али касније истог месеца преселио се у чилеански клуб Унион Еспањол.
У августу 2013. прешао је у шпански клуб Рајо Ваљекано.
Године 2014, вратио се у Перу потписивањем уговора за Алијансу из Лиме. У јулу 2015. године прешао је у мексички клуб Толука.
Куева је 2. јуна 2016. потписао четворогодишњи уговор са бразилским тимом Сао Пауло.

### Репрезентација
За перуанску репрезентацију је дебитовао 2011. године. Учествовао је на Копа Америци 2015. године, на којем је на крају изабран у прву поставу на турниру; Перу је освојио треће место. Године 2018. био је део репрезентације која је наступала на Светском првенству у Русији.

### Награде
- Копа Америка тим турнира: 2015.[11]
- Кампеонато Паулиста тим године: 2017.[12]

### Голови за репрезентацију
| Бр. | Датум              | Место    | Противник         | Гол | Резултат | Такмичење                                |
| --- | ------------------ | -------- | ----------------- | --- | -------- | ---------------------------------------- |
| 1   | 14. јун 2015.      | Темуко   | Бразил            | 1:0 | 1:2      | Копа Америка 2015.                       |
| 2   | 23. мај 2016.      | Лима     | Тринидад и Тобаго | 1:0 | 4:0      | Пријатељска утакмица                     |
| 3   | 8. јун 2016.       | Глендејл | Еквадор           | 1:0 | 2:2      | Копа Америка Сентенарио                  |
| 4   | 6. септембар 2016. | Лима     | Еквадор           | 1:0 | 2:1      | Квалификације за Светско првенство 2018. |
| 5   | 6. октобар 2016.   | Лима     | Аргентина         | 2:2 | 2:2      | Квалификације за Светско првенство 2018. |
| 6   | 10. новембар 2016. | Асунсион | Парагвај          | 3:1 | 4:1      | Квалификације за Светско првенство 2018. |
| 7   | 31. август 2017.   | Лима     | Боливија          | 2:0 | 2:1      | Квалификације за Светско првенство 2018. |
| 8   | 29. мај 2018.      | Лима     | Шкотска           | 1:0 | 2:0      | Пријатељска утакмица                     |

## Статистика каријере

### Репрезентативна
Статистика до 26. јуна 2018.
| Перу   | Перу    | Перу   |
| Год.   | Наступи | Голови |
| ------ | ------- | ------ |
| 2011   | 2       | 0      |
| 2012   | 4       | 0      |
| 2013   | 0       | 0      |
| 2014   | 0       | 0      |
| 2015   | 13      | 1      |
| 2016   | 13      | 5      |
| 2017   | 9       | 1      |
| 2018   | 8       | 1      |
| Укупно | 49      | 8      |